# Atlas géographique du royaume de Naples
 (avril 2025).

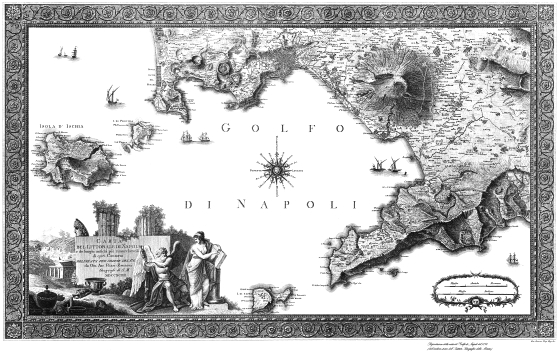
Cartographie dédiée à la ville de Naples et ses environs

L’Atlas géographique du royaume de Naples (en italien Atlante Geografico del Regno di Napoli, titre complet : Giovanni Antonio Rizzi Zannoni (auteur), Giuseppe Guerra (graveur) Atlas géographique de le royaume de Naples fait par ordre de Ferdinand IV roi des Deux Siciles, Imprimerie Royale, Naples, (1789-1808) en 31 feuilles à l'échelle 1:126 000) est un travail cartographique de grande ampleur, commandé en 1781 par Ferdinand IV de Naples au géographe de Padoue Giovanni Antonio Rizzi Zannoni.
Le but du roi de Naples était de compiler avec de « nouveaux critères » une représentation cartographique du royaume, devant être plus précise que la “Carte géographique de la Sicile Première” publiée à Paris par le même Rizzi Zannoni en 1769.
Cet Atlas est la première tentative de créer pour les régions du sud une cartographie à grande échelle, mesurée géodésiquement et non plus basée uniquement sur des observations astronomiques.
L’Atlas, considéré comme « le produit cartographique le plus caractéristique du XVIIIe siècle » fait partie d'un plus vaste mouvement culturel et idéologique, dirigé par l'abbé Ferdinando Galiani, pour qui la « politique d'utilisation des ressources » devait être étayée par une « connaissance approfondie de le territoire ». 